# Tribini-prisen
Tribini-prisen er en dansk pris, der gives til en "humørspreder, som udviser original kreativitet i sit virke med et godt øje for de skøre og skæve vinkler."
Prisen blev etableret i 2008 til minde om Bakkens ukronede gøglerkonge fra 1948 til 1971, professor Tribini.
I 2008 blev Professor Tribini hædret med en buste på Bakken.

## Modtagere
- 2008 - Rune Klan[1][2]
- 2009 - Anders Matthesen[3]
- 2010 - Jacob Haugaard[4]
- 2011 - Søren Østergaard[5][6]
- 2012 - Andreas Bo[7][8][9][10]
- 2013 - Morten Eisner[11]